# Rio Gurasada
O Rio Gurasada é um rio da Romênia, afluente do Mureş, localizado no distrito de Hunedoara.